# Matilda I., bulonjska grofica
Matilda I. (? — 3. svibnja 1152.) bila je bulonjska grofica i engleska kraljica. Njezin je suprug bio kralj Stjepan. Matilda je bila snažna potpora svome mužu, koji se borio za tron tijekom razdoblja poznatog kao „Anarhija”, dok je carica Matilda bila Stjepanova protivnica.
Roditelji grofice Matilde bili su grof Eustahije III. i Marija Škotska, bulonjska grofica. Matilda je bila potomak anglosaksonskih vladara Engleske.
Godine 1125., Matilda se udala za Stjepana Bloiskog, koji je posjedovao imanje u Engleskoj. Nakon smrti Eustahija III., Matilda i Stjepan postaše gospodari Matildine grofovije.
Nakon smrti svoga ujaka Henrika I., Stjepan je svojoj rođakinji Matildi, Henrikovoj kćeri, osporavao pravo na vlast te je vladao kao engleski kralj do svoje smrti.
Djeca kralja Stjepana i Matilde Bulonjske:
- Eustahije IV.
- Balduin
- Vilim I., bulonjski grof
- Matilda
- Marija I., bulonjska grofica